# جيمس بيكر (سياسي)
جيمس بيكر (بالإنجليزية: James Baker)‏ هو سياسي كندي، ولد في 6 يناير 1830 في لندن في المملكة المتحدة، وتوفي في 31 يوليو 1906.